# Državno odvjetništvo Republike Hrvatske
Državno odvjetništvo Republike Hrvatske je prema Ustavu Republike Hrvatske samostalno i neovisno pravosudno tijelo ovlašteno i dužno postupati protiv počinitelja kaznenih i drugih kažnjivih djela, poduzimati pravne radnje radi zaštite imovine Republike Hrvatske te podnositi pravna sredstva za zaštitu Ustava i zakona.
Državno odvjetništvo je jedinstveno pravosudno tijelo koje se ustanovljuje za cijelo područje Republike Hrvatske, a na čelu kojega se nalazi Glavni državni odvjetnik. Unutar Državnog odvjetništva ustrojena su općinska državna odvjetništva te županijska državna odvjetništva. Državno odvjetništvo ustrojeno je strogo hijerarhijski, pa prema tome općinska državna odvjetništva podređena su županijskim državnim odvjetništvima, a ova Državnom odvjetništvu Republike Hrvatske. 
Glavnoga državnog odvjetnika imenuje na vrijeme od četiri godine Hrvatski sabor, na prijedlog Vlade Republike Hrvatske, uz prethodno mišljenje Odbora za pravosuđe Hrvatskoga sabora i po isteku tog vremena može biti ponovno imenovan na istu dužnost. Trenutačno dužnost Glavnog državnog odvjetnika obavlja Ivan Turudić. Glavni državni odvjetnik ima svoje zamjenike.

## Nadležnost i ovlasti
Stvarna i mjesna nadležnost državnog odvjetništva određuje se prema odredbama zakona kojima se utvrđuje nadležnost sudova pred kojima izvršavaju svoje ovlasti. 
Nadležno državno odvjetništvo u kaznenim predmetima poduzima progon i zastupa optužbu protiv počinitelja kaznenih djela za koja se progoni po službenoj dužnosti ili po prijedlogu, te obavlja druge radnje propisane zakonom. Nadležno državno odvjetništvo poduzima progon i zastupa optužbu u prijestupovnom i prekršajnom postupku.
Nadležno državno odvjetništvo u građanskom i upravnom postupku zastupa Republiku Hrvatsku u zaštiti imovinskih i drugih prava, ako zakonom ili na njemu utemeljenom odlukom nadležnoga državnog tijela nije određeno drukčije.
Općinska državna odvjetništva zastupaju Republiku Hrvatsku u postupcima pred općinskim sudom i pred upravnim tijelima.
Županijska državna odvjetništva zastupaju Republiku Hrvatsku u postupcima pred županijskim sudom i trgovačkim sudom.
Državno odvjetništvo Republike Hrvatske zastupa Republiku Hrvatsku, poduzima pravne radnje iz svoje nadležnosti radi zaštite Ustava i zakonitosti pred Ustavnim sudom Republike Hrvatske, poduzima radnje iz svoje nadležnosti pred Vrhovnim sudom Republike Hrvatske, Upravnim sudom Republike Hrvatske, Visokim trgovačkim sudom Republike Hrvatske, Visokim prekršajnim sudom Republike Hrvatske, međunarodnim te stranim sudskim i drugim tijelima.

## Državnoodvjetničko vijeće
Zamjenike državnog odvjetnika imenuje, razrješava i odlučuje o njihovoj stegovnoj odgovornosti Državnoodvjetničko vijeće.
Članove Vijeća bira Hrvatski sabor. Sedam članova Vijeća bira se iz reda zamjenika državnih odvjetnika, dva člana iz reda Hrvatskoga sabora i dva člana iz reda sveučilišnih profesora pravnih znanosti. Članovi Vijeća između sebe biraju predsjednika i zamjenika predsjednika. Predsjednik Vijeća mora biti iz reda zamjenika državnog odvjetnika.

## Popis državnih odvjetnika RH
- Željko Olujić, imenovan je 7. prosinca 1990.,[1] a razriješen danom 15. travnja 1992.[2] (formalni naslov: javni tužilac Hrvatske).
  - Za zamjenike imenovani su 23. veljače 1991. Vladimir Turk, Milojko Vučković[3] i Baldo Papac.[4] Za zamjenika imenovan je 10. listopada 1991. Oskar Poje.[5]
- Vladimir Šeks, imenovan je 10. travnja 1992.,[6] a dužnost je obnašao do 12. kolovoza 1992.
- Stjepan Herceg, imenovan je 24. rujna 1992.[7]
- Krunislav Olujić, imenovan je 29. prosinca 1993.[8] (formalni naslov: državni odvjetnik Republike Hrvatske).
- Marijan Hranjski, imenovan je 29. studenoga 1994.,[9] te ponovo 16. studenoga 1995. (stupio na dužnost: 30. studenoga 1995.)[10]
- Berislav Živković; Slavko Zadnik, zamjenik
- Slavko Zadnik, obnašatelj dužnosti (od srpnja 2000. do početka 2001.)
- Radovan Ortynski, imenovan je glavnim državnim odvjetnikom Republike Hrvatske 8. veljače 2001.[11]
- Mladen Bajić, imenovan je 24. travnja 2002.,[12] 3. ožujka 2006.,[13] i 12. veljače 2010.[14] Na dužnosti je bio do 23. travnja 2014. (uključivo).
- Dinko Cvitan, imenovan 7. ožujka 2014.[15] i stupio na dužnost 24. travnja 2014. Na dužnosti bio do 24. travnja 2018. godine.
- Dražen Jelenić, imenovan 20. travnja 2018.[16] i stupio na dužnost 24. travnja 2018. godine.[17] Jelenić je podnio ostavku 19. veljače 2020. nakon što je potvrdio da je slobodni zidar i član masonskog Velikog Orijenta Hrvatske. Hrvatski sabor je 28. veljače 2020. donio Odluku o razrješenju Dražena Jelenića s dužnosti Glavnog državnog odvjetnika Republike Hrvatske, na vlastiti zahtjev. Do imenovanja novog Glavnog državnog odvjetnika Republike Hrvatske te je poslove obavljala Zlata Hrvoj-Šipek, prva zamjenica Glavnog državnog odvjetnika Republike Hrvatske.[18]
- Zlata Hrvoj-Šipek, imenovana je na dužnost 18. svibnja 2020., na četiri godine. U Hrvatskom saboru za njen izbor glasovalo je 80 zastupnika, 40 ih je bilo protiv. Na dužnosti bila do 25. svibnja 2024.
- Ivan Turudić, imenovan je na dužnost 7. svibnja 2024., na četiri godine. U Hrvatskom saboru za njegov izbor glasovalo je 78 zastupnika, 60 ih je bilo protiv i 2 suzdržana. Na dužnost je stupio 25. svibnja 2024.

## Kritike
U političkim sustavu Hrvatske DORH je dio pravosudnog sustava, to je tijelo ovlašteno i dužno postupati protiv počinitelja kaznenih i drugih kažnjivih djela. Po riječima glavnog državnog odvjetnika 2014. godine "u nekim institucijama zaduženim za otkrivanje kaznenih djela su “gluhi, ćoravi i mutavi”". Iste godine dano je do znanja da DORH nema dovoljno sredstava za uspješan rad te da vještacima duguje 8,4 milijuna kuna.
Dvije godine kasnije dolaze nove teške optužbe na račun DORH-a iz Njemačke: "konstatacija je Sudskog vijeća Bavarskoga pokrajinskog suda u Münchenu da su oni sudili u ovom procesu jer hrvatsko državno odvjetništvo 25 godina nakon pada komunizma nije našlo elemenata kaznenog djela ni za ovaj, niti za bilo koji drugi slučaj državnog terorizma iz razdoblja komunističke Jugoslavije, niti za jedno od ubojstava Hrvata - političkih protivnika bivšeg režima, koje je Udba, kao tajna partijska policija, izvela u Hrvatskoj i u zapadnoj Europi." Iznimno je teška činjenica da se "samo u Njemačkoj trenutačno vode istrage 22 takva slučaja, više je istraga u poodmakloj fazi u Austriji (likvidacija studenta teologije Stjepana Crnogorca), Italiji (likvidacija obitelji Ševo uključujući i devetogodišnju djevojčicu Rosemarie). Koliko je likvidacija političkih protivnika u ime režima počinjeno unutar hrvatskih granica, nije čak niti utvrđeno."; odnosno - ubojstva hrvatskih građana izvan granica Hrvatske istražuju strane države, dok Hrvatska ili ne istražuje ta ubojstva (što je u nadležnosti DORH-a), ili je u slučaju Perkovića i Mustača Vlada RH odbijala izručiti optužene, što nije krivnja DORH-a nego bivšeg predsjednika Vlade Zorana Milanovića, ali u sklopu tog slučaja čuju se optužbe da je odgovornost DORH-a za neprocesuiranje tog slučaja kriminalna.
Pojavile su se i druge, vrlo brojne kritike od kojih nijedna ne zaobilazi državno odvjetništvo, nego sve nalaze ključni uzrok problema upravo u DORH-u. Stierova izjava jasna je: ""Do presude je došlo jer je Hrvatska ušla u EU i počeo se primjenjivati europski uhidbeni nalog. Vlada Zorana Milanovića je pokušala zaštiti te strukture, zbog čega je aktiviran postupak sankcija prema RH. Ni DORH nije postupio kako treba, što znači da je pred nama veliki posao".

## Unutarnje poveznice
- Ured za suzbijanje korupcije i organiziranog kriminaliteta

## Vanjske poveznice
- Internetska stranica Državnog odvjetništva Republike Hrvatske